# Longares
Longares ist ein spanischer Ort und eine Gemeinde (municipio) mit 830 Einwohnern (Stand: 2024) im Süden der Provinz Saragossa in der Autonomen Gemeinschaft Aragonien. Die Gemeinde gehört zur bevölkerungsarmen Serranía Celtibérica. 

## Lage und Klima
Longares liegt ca. 55 Kilometer (Fahrtstrecke) südwestlich der Provinzhauptstadt Saragossa in einer Höhe von ca. 530 m. Durch die Gemeinde führt die Autovía A-23. 
Das Klima ist gemäßigt bis warm; Regen (ca. 395 mm/Jahr) fällt übers Jahr verteilt.
Die Gemeinde gehört zum Weinbaugebiet Cariñena.

## Bevölkerungsentwicklung
| Jahr      | 1970 | 1981 | 1991 | 2001 | 2011 | 2021 |
| Einwohner | 999  | 959  | 865  | 948  | 907  | 876  |

## Sehenswürdigkeiten
- Reste der antiken Bäder
- Himmelfahrtskirche (Iglesia de Nuestra señora de la Asunción)
- Ruine der Kapelle San Gregorio
- Befestigungstore
- Rathaus

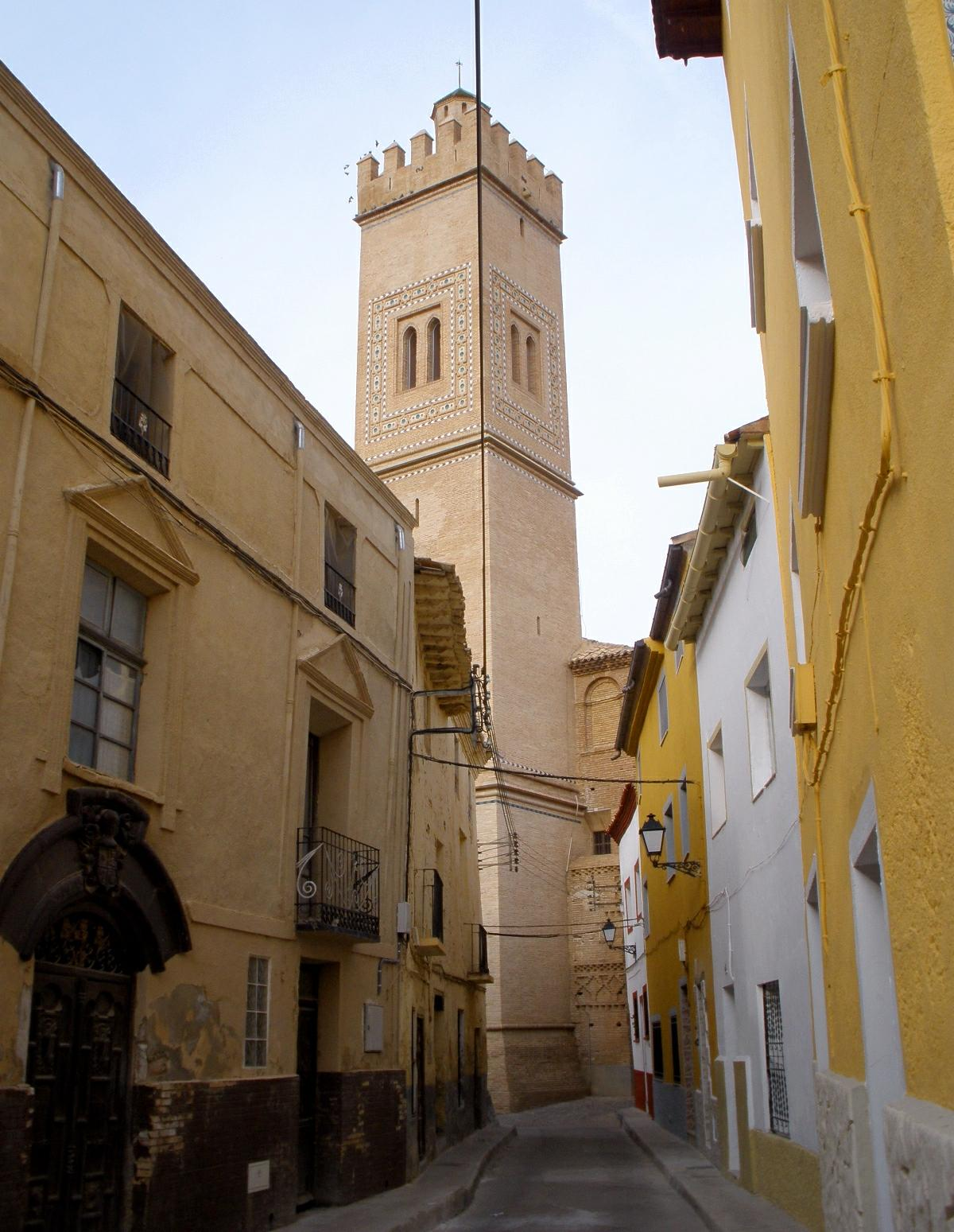
Himmelfahrtskirche
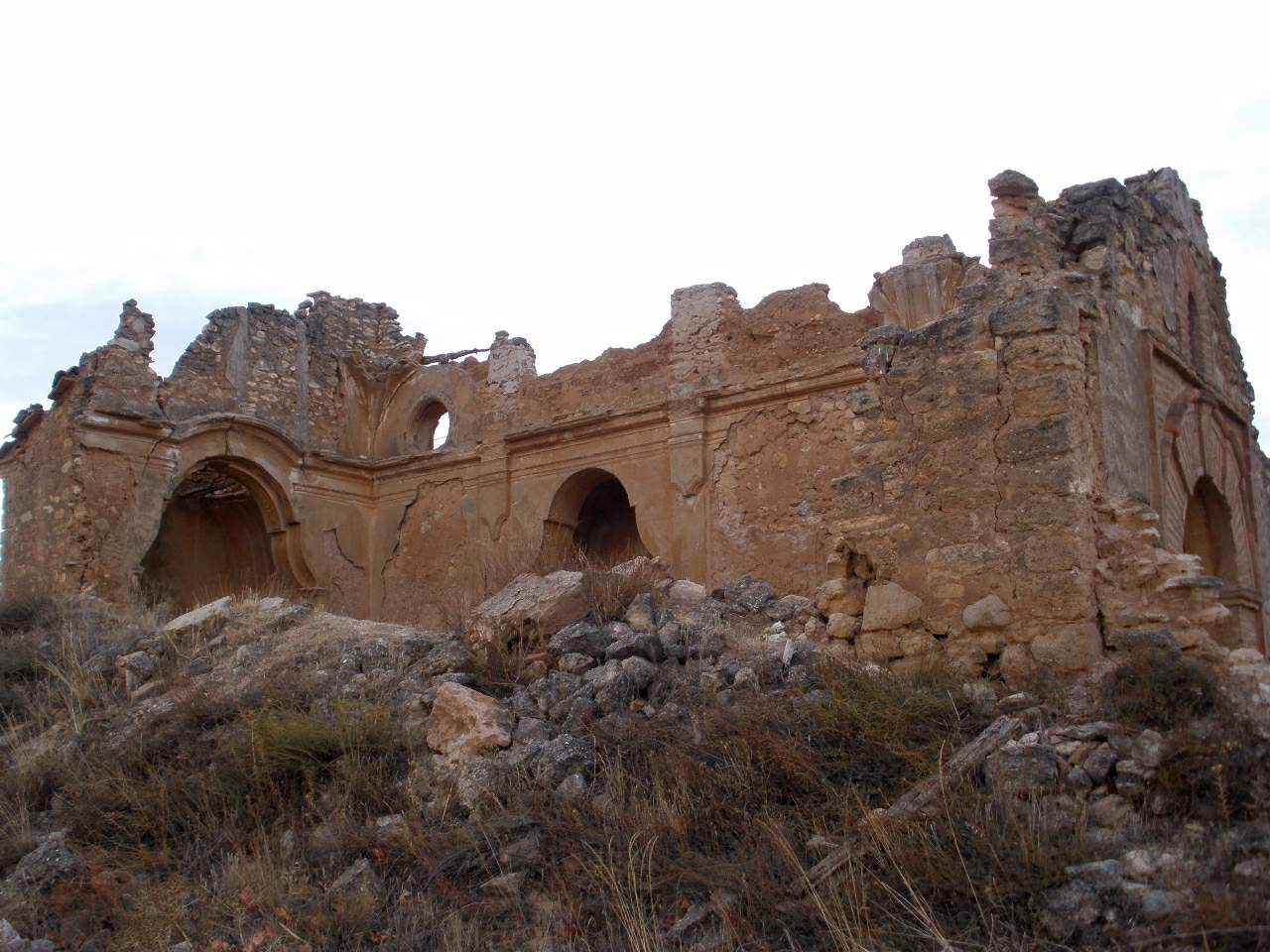
Ruine von San Gregorio